# Fernando Verdes Montenegro y Castro
Fernando Verdes Montenegro y Castro Baamonde Sanjurjo y Teureiro de Lago (San Xoán de Sistallo, Galícia, 23 d'abril de 1682 - 11 d'agost de 1741) va ser un noble i polític espanyol actiu durant els regnats de Felip V i Lluís I d'Espanya.
De família gallega, el seu pare va ser Francisco Verdes Montenegro i la seva mare Antonia de Castro Baamonde. Casat el 4 d'agost de 1678 a San Mamed de Oleiros, amb María Jacinta Gayoso y Lemos, el matrimoni va tenir successió. Va ser nomenat cavaller de l'Orde de Calatrava el 12 de setembre de 1716.
Va ser membre del consell reial, al Consell Suprem d'Índies. Situat posteriorment en càrrecs de caràcter econòmic i fiscal, va ser tresorer del Regne de València, i el 1724 va ser designat superintendent d'Hisenda, i secretari del Despatx Universal d'Hisenda des del 24 de gener fins al 4 de setembre d'aquell any, substituint al marquès de Campoflorido, per decisió del marquès de Grimaldo, durant el curt regnat de Lluís I. Va intentar modificar el funcionament de la Tresoreria Major, que havia estat una de les innovacions de Felip V i els seus ministres durant la Guerra de Successió, dedicada a controlar les caixes del tresor de l'exèrcit a províncies. Verdes va intentar situar el càrrec de tresorer major sota el control d'Hisenda perquè fins llavors havia estat controlat des de diverses secretaries. El projecte es va veure truncat, primerament per l'oposició del tresorer major amb el suport d'altres secretaris i, finalment, per la mort de Lluís i la tornada de Felip V, que va destituir a Verdes. No obstant això, aquest càrrec el tornaria a ocupar al final de la seva vida, entre el 13 de gener de 1740 i el 27 de febrer de 1741.